# Arthroleptis xenochirus
Arthroleptis xenochirus är en groddjursart som beskrevs av George Albert Boulenger 1905. Arthroleptis xenochirus ingår i släktet Arthroleptis och familjen Arthroleptidae. IUCN kategoriserar arten globalt som livskraftig. Inga underarter finns listade i Catalogue of Life.